# Gutshaus Altwigshagen

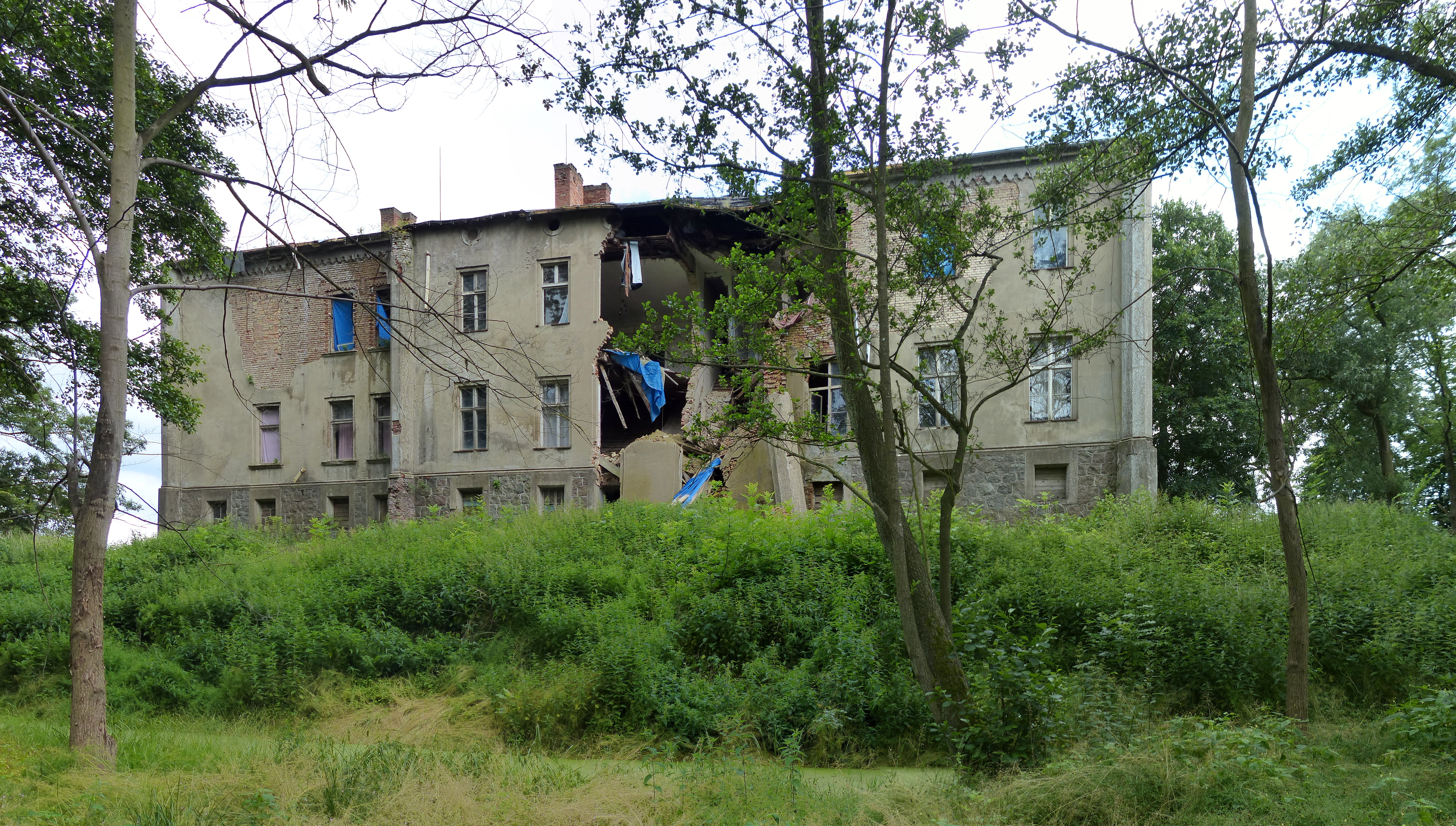
Gutshaus Altwigshagen, Parkseite

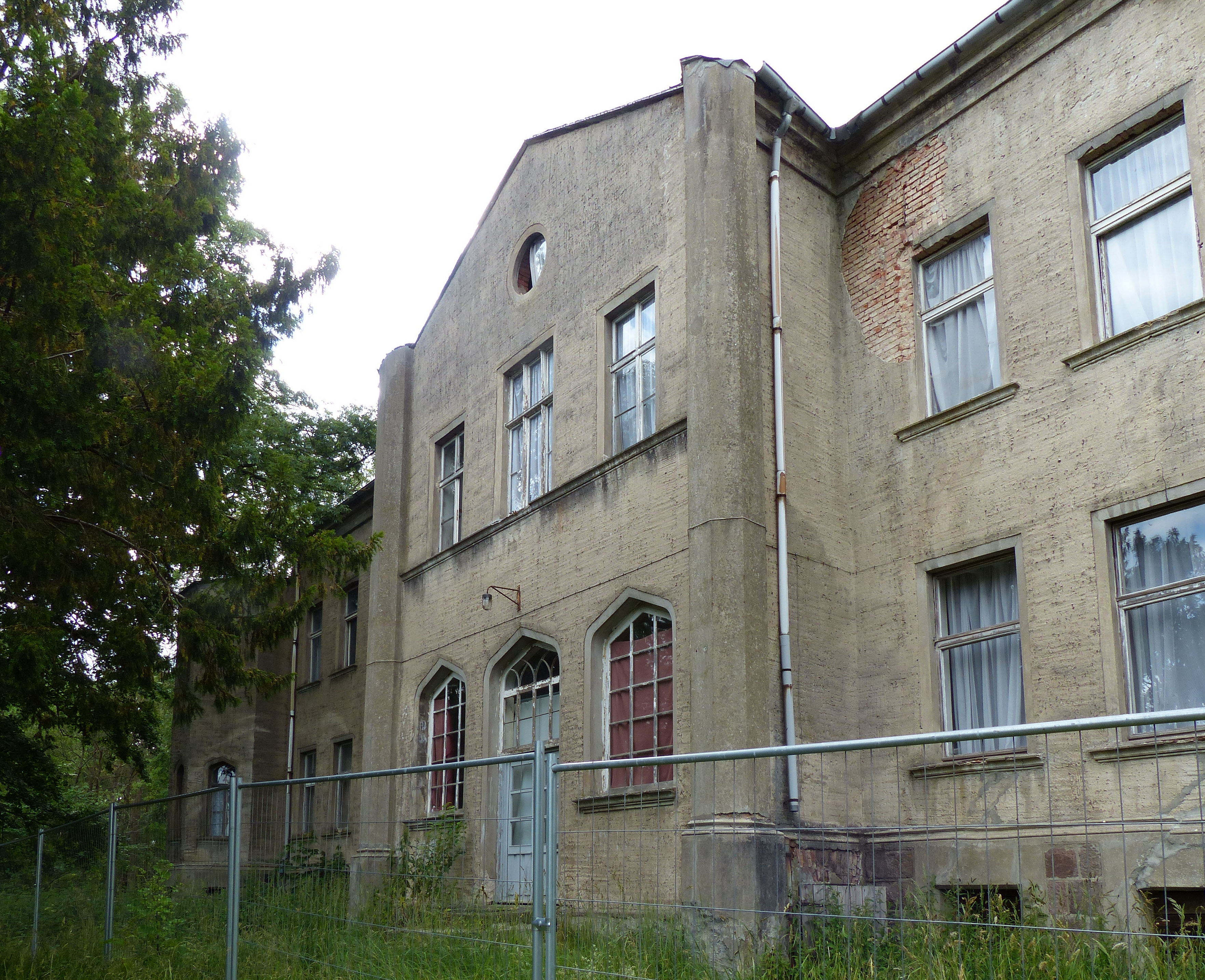
Mittelrisalit an der Hofseite

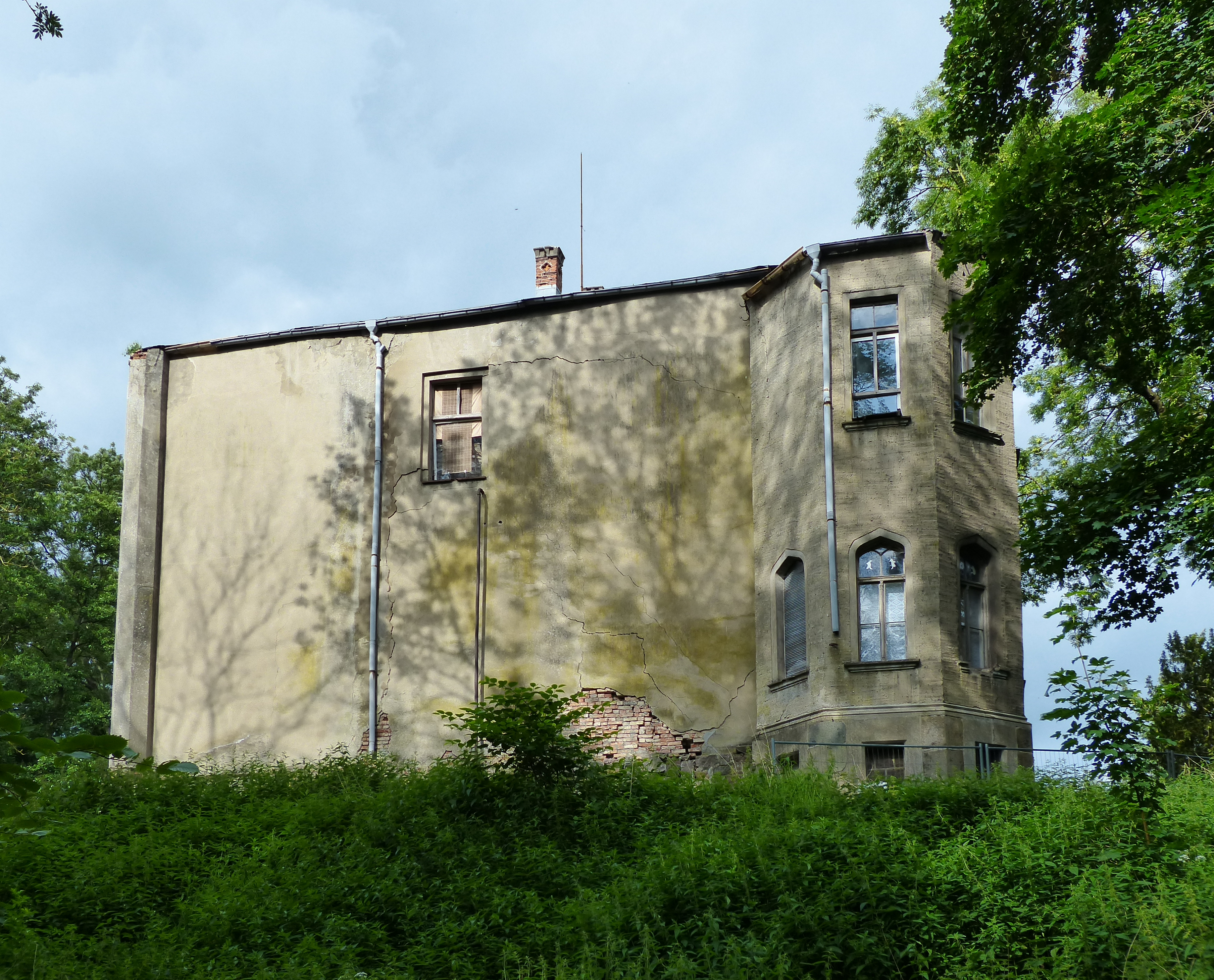
Westseite mit Rest des Turmunterbaus

Das Gutshaus Altwigshagen, auch als Schloss Altwigshagen bezeichnet, ist die Ruine eines ehemaligen Herrenhauses in Altwigshagen im Landkreis Vorpommern-Greifswald. Es befindet sich auf dem „Schlossberg“ rund 80 Meter entfernt vom Südufer des Altwigshagener Sees.

## Geschichte
Im 1295 erstmals urkundlich erwähnten Altwigshagen befand sich mindestens seit dem 14. Jahrhundert eine Niederungsburg. Der Ort war im Lehensbesitz der Familie von Schwerin, die hier neben Spantekow einen ihrer Stammsitze hatten. 1326 und 1331 wurde das castrum Oldeshagen erwähnt. 
Nachdem im 14. und 15. Jahrhundert verschiedene Fehden zwischen den Altwigshagener und Spantekower Schwerinen mit der Stadt Anklam stattfanden, kam es gegen Ende des 15. Jahrhunderts zu einer Befriedung des Landes. Die Burg verfiel in der folgenden Zeit. Im 17. Jahrhundert kam Altwigshagen an die Familie von Borcke. Im 19. Jahrhundert war von der Burg der Schwerine noch ein Turm erhalten. Dieser wurde 1866 gesprengt. Im selben Jahr wurde unter Hugo von Borcke mit dem Bau des neuen Gutshauses im Stil der Tudorgotik begonnen.
Nach dem Ende des Zweiten Weltkriegs wurden Flüchtlinge und Vertriebene im Gutshaus untergebracht. 1955 wurden die architektonischen Verzierungen, wie Türme und Zinnen, entfernt. Zu den DDR-Zeiten waren im Gutshaus das Gemeindebüro, die Gemeindeschwesternstation, ein Kindergarten, ein Schulzimmer und mehrere Wohnungen untergebracht. Zeitweise befand sich auch ein Standesamt im Haus. 1995 zogen die letzten Bewohner aus. Die Bausubstanz verfiel. Zwischen 2002 und 2010 wechselte das Haus viermal bei Versteigerungen den Besitzer. Mehrere Monate nach der letzten Versteigerung stürzte ein Teil der Hauswand an der Parkseite ein. Der Landschaftspark verblieb im Besitz der Gemeinde Altwigshagen.

## Anlage
Der Schlossberg ist eine etwa fünf Meter hohe Erhebung, mit steilen, maximal drei Meter breiten Böschungen nach Westen, Norden und Osten. Dort schließt sich eine feuchte Niederung an, die in nördlicher Richtung zum Altwigshagener See übergeht. Nördlich und westlich befindet sich ein noch wasserführender Restteil des Burggrabens, der durch einen Graben vom See gespeist wurde.
Für den Zugang zum Gutshaus wurde die Böschung an der Südseite beseitigt. Die ehemalige Burgfläche, auf der das Gutshaus errichtet wurde, erstreckt sich auf etwa 55 Meter Länge in west-östlicher Richtung und ist rund 35 Meter breit.
Das Gutshaus ist ein zweigeschossiger Putzbau von dreizehn Achsen. Es wurde auf einem Sockel aus behauenem Granit errichtet, in dem sich ein Gewölbekeller befindet. Das Haus hat ein flaches Walmdach. An der Hofseite, nach Süden, befindet sich ein dreiachsiger, weit vorgezogener Mittelrisalit mit Satteldach und einem Rundfenster im Giebel. An den Ecken befinden sich Fragmente der achtkantigen Pfeiler. Fenster und Tür des Mittelrisaliten sind im Erdgeschoss kielbogig geschlossen.
Der vierachsige Mittelrisalit an der Parkseite ist inzwischen eingestürzt. An der Traufe befindet sich ein Zackenfries, am Schornstein Reste der Zinnen.
Die Aufteilung der Räume und des Foyers ist weitgehend erhalten. Im Inneren befinden sich einige kielbogige Innentüren, die zum Teil mit Maßwerksprossung ausgestattet sind, sowie mehrere Einbauschränke.
Von der früheren Gutsanlage sind mehrere, zum Teil bewohnte Stall- und Wirtschaftsgebäude erhalten. Die Anlage mit dem Gutshaus, einem Eiskeller, einer Scheune und der ehemaligen Brennerei wurde unter Denkmalschutz gestellt.